# Order Słońca (Persja)

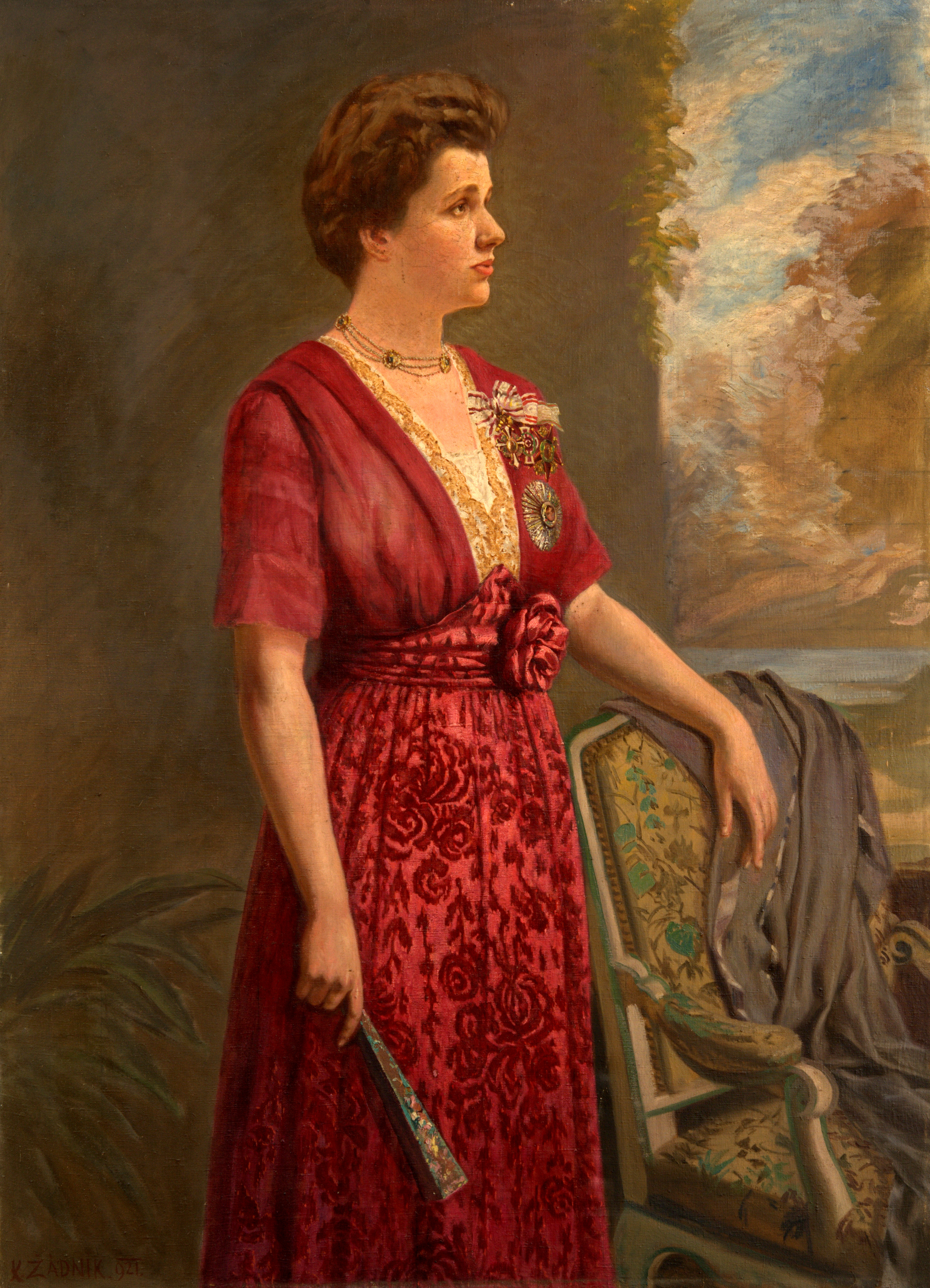
Hrabina Logothetti z kokardami austriackiego Orderu Elżbiety, Odznaki Honorowej Austriackiego Czerwonego Krzyża I kl. i tureckiego Orderu Dobroczynności oraz gwiazdą perskiego Orderu Słońca.

Order Słońca (pers. ‏Nešān-e Āftāb نشان آفتاب‎) – order kobiecy ustanowiony w rosyjskim Sankt Petersburgu przez szacha perskiego Nasira z dynastii Kadżarów, podczas jego podróży po Europie w 1873 roku. Zniesiony w 1930.

## Podział orderu i przeznaczenie
Odznaczenie nadawane było w dwóch klasach:
- I klasa – przeznaczona do odznaczania królowych,
- II klasa – przeznaczona do odznaczania księżniczek i dam wysokiej rangi[2][3].

## Wygląd insygniów

### Odznaka
Odznaka (godło) symbolizowała słońce o kobiecej twarzy (Āftāb) i wykonana była z platyny. W I klasie w centrum odznaki umieszczono emaliowany dysk z wizerunkiem kobiecej twarzy w naturalnych kolorach (khawrshid khanum – pani słońce), obramowany pierścieniem wysadzonym 18-oma diamentami, wokół którego rozchodziły się 32 promienie, które zakończone były naprzemiennie raz wklęśle (w kształcie ogona jaskółki), a raz wypukle (w kształcie gotyckiego łuku). Do górnej części przymocowana była zawieszka mocująca odznakę do wstęgi. Wszystkie promienie i zawieszka inkrustowane były diamentami. W II klasie odznaka miała 17 promieni otaczających tylko górną połowę dysku w kształcie półokręgu opartego na dwóch poziomych ramionach-promieniach. W latach 1896–1907 zamiast platyny używano srebra.

### Gwiazda
Gwiazda orderowa I klasy wykonana była z platyny i była bardzo podobna do odznaki, lecz większa i bez zawieszki. Miała wygląd okręgu składającego się z 32 promieni wysadzanych diamentami. Promienie zakończone były na przemian raz ostro, a raz wklęśle. W środku gwiazdy umieszczono dysk z emaliowaną ilustracją kobiecej twarzy w naturalnych kolorach, otoczoną pierścieniem inkrustowanym diamentami. W II klasie gwiazda miała 17 promieni otaczających jedynie górną połowę dysku z ilustracją. W latach 1896–1907 zamiast platyny używano srebra.

### Wstęga
Wstęga orderowa w obu klasach miała wygląd szerokiej szarfy wieszanej z prawego ramienia do lewego boku, na którym związana była w dużą kokardę z powieszoną na niej odznaką. Uszyta była z różowego jedwabiu z trzema paskami: zielonym, różowym i zielonym, wzdłuż każdej z obu bocznych krawędzi.

## Odznaczeni
I klasa
- Wiktoria Hanowerska, królowa Wielkiej Brytanii – 1873[2]
- Ludwika Maria Orleańska, królowa Belgii – 1873[4]
- Augusta Wiktoria von Schleswig-Holstein, cesarzowa Niemiec – 1873[2]
- Anīs-al-Dawla, królowa Persji – 1888[2][4]
- Amin Aqdas, królowa Persji – 1889[4]
- Wilhelmina Oranje-Nassau, królowa Holandii
- Aleksandra Fiodorowna, cesarzowa Rosji – 1900[4]
- Helena Petrowić-Niegosz, królowa Włoch – 1903
- Aleksandra Duńska, królowa Wielkiej Brytanii – 1902[4]

II klasa
- Hariot Rowan-Hamilton, żona gubernatora brytyjskiego w Indiach – 1887[4]
- Refia Sultan lub Fatima Aliye Hanımsultan, córka Abdülhamida II, księżniczka turecka – 1900[4]
- Victoria Mary Augusta Louise Olga Pauline Claudine Agnes, księżna Walii – 1904[4]
- nieznana z imienia żona ambasadora tureckiego Šams-al-Dīn Bega – 1907[2][4]